# Wiesenhaus (Berg)
Wiesenhaus ist ein Gemeindeteil der Gemeinde Berg im Landkreis Hof (Oberfranken, Bayern).

## Geographie
Die Einöde befindet sich östlich der Steinbühler Straße des Gemeindeteils Bruck in der Feldmark und in der Nachbarschaft zur Mammen'schen Guts- und Forstverwaltung westlich der Staatsstraße 2692.

## Geschichte
Wiesenhaus mit drei Einwohnern gehörte zur Gemeinde Bruck und wurde mit dieser am 1. Mai 1978 in die Gemeinde Berg eingegliedert.